# مسجد علامه
مسجد علامه مربوط به دوره قاجار است و در بابل، خیابان امام خمینی، کوچه ایثار ۶ واقع شده و این اثر در تاریخ ۲۴ اسفند ۱۳۸۳ با شمارهٔ ثبت ۱۱۵۳۱ به‌عنوان یکی از آثار ملی ایران به ثبت رسیده است.